# Monomorium micropacum
Monomorium micropacum är en myrart som beskrevs av Bolton 1987. Monomorium micropacum ingår i släktet Monomorium och familjen myror. Inga underarter finns listade i Catalogue of Life.